# 山口県道269号豊田粟野港線
山口県道269号豊田粟野港線（やまぐちけんどう269ごう とよたあわのこうせん）は、山口県下関市を通る一般県道である。

## 概要
下関市豊田町大字杢路子（むくろうじ）から下関市豊北町大字粟野の粟野港に至る。

### 路線データ
- 起点：下関市豊田町大字杢路子（国道491号交点）
- 終点：下関市豊北町大字粟野（粟野港）

## 歴史
- 1958年（昭和33年）10月1日 - 山口県告示第644号の2により認定される。
- 1972年（昭和47年） - 山口県の県道番号再編により現行の路線番号に変更される。
- 2005年（平成17年）2月13日 - 下関市と豊浦郡の全4町が対等合併して改めて下関市が発足したことに伴い全線が下関市域のみを通る路線になり、併せて起終点の地名表記が変更される。

## 路線状況

### 重複区間
- 国道435号（下関市豊北町大字田耕（たすき））
- 山口県道39号粟野二見線（下関市豊北町大字粟野）
- 国道191号（下関市豊北町大字粟野）

### 道路施設

#### 橋梁
- 粟野橋（粟野川、下関市豊北町大字粟野、国道191号重複区間内）

## 地理

### 通過する自治体
- 山口県
  - 下関市

### 交差する道路
| 交差する道路                                               | 交差する場所                   | 交差する場所 |
| ---------------------------------------------------------- | ------------------------------ | ------------ |
| 国道491号                                                  | 豊田町大字杢路子（むくろうじ） | 起点         |
| 国道435号 重複区間起点                                     | 豊北町大字田耕（たすき）       |              |
| 山口県道270号田耕湯玉停車場線                              | 豊北町大字田耕                 |              |
| 国道435号 重複区間終点                                     | 豊北町大字田耕                 |              |
| 山口県道39号粟野二見線 重複区間起点                        | 豊北町大字粟野                 |              |
| 国道191号 重複区間起点 山口県道39号粟野二見線 重複区間終点 | 豊北町大字粟野                 |              |
| 国道191号 重複区間終点                                     | 豊北町大字粟野                 |              |

### 交差する鉄道
- 山陰本線

### 沿線
- 田耕郵便局
- JR西日本山陰本線 長門粟野駅
- 粟野郵便局
- 粟野港